# Praia Clube 2020-2021 (pallavolo femminile)
Questa voce raccoglie le informazioni riguardanti il Praia Clube nella stagione 2020-2021.

## Stagione
Il Praia Clube utilizza la denominazione sponsorizzata Dentil Praia Clube nella stagione 2020-21.
Partecipa per la tredicesima volta alla Superliga Série A, ottenendo un terzo posto in regular season e poi raggiungendo le finali dei play-off scudetto, dove viene sconfitto in tre gare dal Minas.
Le due formazioni si sfidano anche nelle finali di Coppa del Brasile e del Campionato Mineiro, ma a spuntarla è sempre il club di Belo Horizonte.
Si aggiudica invece la terza Supercoppa brasiliana, battendo in quattro set il Rio de Janeiro.

## Organigramma societario
Area direttiva
- Presidente: Carlos Braga
- Vicepresidente: Dayton Fernandes

Area tecnica
- Allenatore: Paulo Barros
- Secondo allenatore: Wendel Silva
- Assistente allenatore: Rogério Muniz
- Preparatore atletico:  José Antônio Martins

Area sanitaria
- Meidco:  Fabricio Naves

## Rosa
| N° | Nome                  | Ruolo | Data di nascita   | Nazionalità sportiva |
| -- | --------------------- | ----- | ----------------- | -------------------- |
| 1  | Walewska de Oliveira  | C     | 1º ottobre 1979   | Brasile              |
| 2  | Brayelin Martínez     | O     | 11 settembre 1996 | Rep. Dominicana      |
| 3  | Jineiry Martínez      | C     | 3 dicembre 1997   | Rep. Dominicana      |
| 4  | Cláudia da Silva      | P     | 21 settembre 1987 | Brasile              |
| 6  | Monique Pavão         | O     | 31 ottobre 1986   | Brasile              |
| 7  | Mariana Costa         | S     | 30 luglio 1986    | Brasile              |
| 9  | Angélica Malinverno   | C     | 5 luglio 1989     | Brasile              |
| 10 | Michelle Pavão        | S     | 31 ottobre 1986   | Brasile              |
| 11 | Anne Buijs            | S     | 2 dicembre 1991   | Paesi Bassi          |
| 12 | Laís Vasques          | L     | 12 febbraio 1996  | Brasile              |
| 14 | Rosane Maggioni       | P     | 4 gennaio 1992    | Brasile              |
| 15 | Ana Carolina da Silva | C     | 8 aprile 1991     | Brasile              |
| 16 | Fernanda Garay        | S     | 10 maggio 1986    | Brasile              |
| 17 | Suelen Pinto          | L     | 4 ottobre 1987    | Brasile              |
| 19 | Lyara Medeiros        | P     | 19 settembre 1996 | Brasile              |

## Statistiche

### Statistiche di squadra
| Competizione          | Punti | In casa | In casa | In casa | In trasferta | In trasferta | In trasferta | Totale | Totale | Totale |
| Competizione          | Punti | G       | V       | P       | G            | V            | P            | G      | V      | P      |
| --------------------- | ----- | ------- | ------- | ------- | ------------ | ------------ | ------------ | ------ | ------ | ------ |
| Superliga Série A     | 50    | 14      | 10      | 4       | 15           | 11           | 4            | 29     | 21     | 8      |
| Coppa del Brasile     | -     | 1       | 1       | 0       | 0            | 0            | 0            | 3      | 2      | 1      |
| Supercoppa brasiliana | -     | -       | -       | -       | -            | -            | -            | 1      | 1      | 0      |
| Totale                | -     | 15      | 11      | 4       | 15           | 11           | 4            | 33     | 24     | 9      |

### Statistiche dei giocatori
| Giocatrice     | Superliga Série A | Superliga Série A | Superliga Série A | Superliga Série A | Superliga Série A |
| Giocatrice     | P                 | PT                | AV                | MV                | BV                |
| -------------- | ----------------- | ----------------- | ----------------- | ----------------- | ----------------- |
| A. Buijs       | 28                | 213               | 171               | 36                | 6                 |
| M. Costa       | 21                | 37                | 28                | 3                 | 6                 |
| A.C. da Silva  | 25                | 228               | 124               | 81                | 23                |
| C. da Silva    | 29                | 68                | 24                | 18                | 26                |
| W. de Oliveira | 16                | 84                | 66                | 16                | 2                 |
| F. Garay       | 28                | 362               | 296               | 48                | 18                |
| R. Maggioni    | 20                | 6                 | 4                 | 0                 | 2                 |
| A. Malinverno  | 11                | 21                | 14                | 7                 | 0                 |
| B. Martínez    | 29                | 403               | 353               | 35                | 15                |
| J. Martínez    | 26                | 206               | 145               | 51                | 10                |
| L. Medeiros    | 5                 | 2                 | 1                 | 0                 | 1                 |
| Mi. Pavão      | 29                | 100               | 86                | 6                 | 8                 |
| Mo. Pavão      | 28                | 48                | 42                | 5                 | 1                 |
| S. Pinto       | 29                | 0                 | 0                 | 0                 | 0                 |
| L. Vasques     | 7                 | 0                 | 0                 | 0                 | 0                 |

P = presenze; PT = punti totali; AV = attacchi vincenti; MV = muri vincenti; BV = battute vincenti

NB: Non sono disponibili i dati relativi alla Coppa del Brasile e, di conseguenza, quelli totali.